# Gortimer Gibbon – Mein Leben in der Normal Street
Gortimer Gibbon – Mein Leben in der Normal Street (Originaltitel: Gortimer Gibbon’s Life on Normal Street) ist eine US-amerikanische Kinder- und Familien-Fernsehserie, die dem Mysterygenre zuzuordnen ist. Die Pilotfolge wurde erstmals am 6. Februar 2014 auf Amazon Instant Video ausgestrahlt. Die deutschsprachige Erstausstrahlung erfolgte ab dem 15. Mai 2015 ebenfalls auf Amazon Instant Video.
Die Serie beschäftigt sich hauptsächlich mit dem Alltag des Teenagers Gortimer Gibbon und seinen besten Freunden Mel Fuller und Ranger Bowen, die in der Normal Street eines gewöhnlichen Vorortes leben.

## Handlung

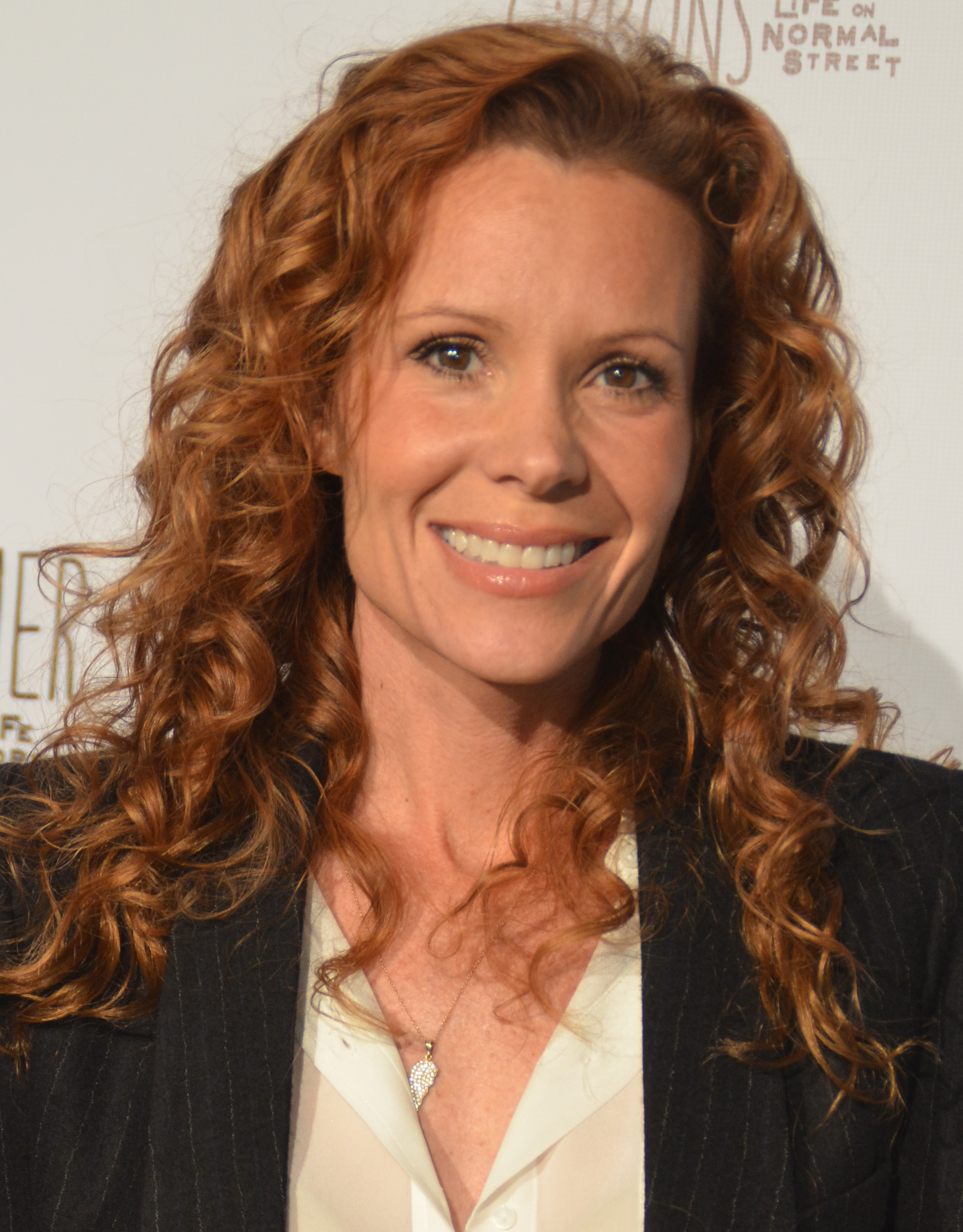
Robyn Lively bei der ersten Aufführung der Serie in den Amazon Studios

Die drei Freunde Gortimer Gibbon, Mel Fuller und Ranger Bowen leben in der Normal Street eines kleinen amerikanischen Vororts und erleben diverse Abenteuer. Der Vorort ist jedoch nicht so gewöhnlich wie es scheint, denn unter der Oberfläche sind magische Kräfte am Werk. Weite Teile der Handlung spielen sich nicht nur in der Nachbarschaft, sondern auch an der örtlichen Mittelschule ab, welche die Teenager besuchen. Die Serie begleitet die Freunde bei den aufkommenden Herausforderungen auf dem Weg zum Erwachsenwerden.

## Besetzung
| Rolle               | Schauspieler         | Hauptrolle (Staffel) | Nebenrolle (Staffel) | Synchronsprecher         |
| ------------------- | -------------------- | -------------------- | -------------------- | ------------------------ |
| Gortimer Gibbon     | Sloane Morgan Siegel | 1–2                  |                      | Niklas Münnighoff        |
| Melody „Mel“ Fuller | Ashley Boettcher     | 1–2                  |                      | Paulina Rümmelein        |
| Ranger Bowen        | Drew Justice         | 1–2                  |                      | Julian Putzke            |
| Claire Gibbon       | Robyn Lively         | 1–2                  |                      | Christine Stichler       |
| Stanley Zielinski   | David Bloom          |                      | 1–2                  | Laurin Lechenmayr        |
| Catherine Dillman   | Chandler Kinney      |                      | 1–2                  | Felicitas Bauer          |
| Lora Fuller         | Paula Marshall       |                      | 1–2                  | Claudia Urbschat-Mingues |
| Abigail Arroyo      | Coco Grayson         |                      | 1–2                  | Farina Brock             |
| Gardner Gibbon      | Ryder Cohen          |                      | 1–2                  | Remy Ciletti             |
| Vicki Bowen         | Kim Rhodes           |                      | 1–2                  | Ulla Wagener             |
| Fred Fisher         | Luke Matheny         |                      | 1–2                  | Benedikt Gutjan          |

## Hintergrund
Als Regisseur zeichnet Luke Matheny mitverantwortlich, der auch selbst als Schauspieler in der Rolle des Fred Fisher mitwirkt und bisher mehrere Episoden als Regisseur inszeniert hat. Die Serie selbst stammt aus der Feder von David Anaxagoras, einem Vorschullehrer, der durch die Amazon Studios entdeckt wurde. 
Nachdem etwa die Hälfte der Episoden der ersten Staffel in den USA ausgestrahlt wurde, erweiterte Amazon die Serie am 25. Februar 2015 um eine weitere Staffel. Nach dem Drehstart am 4. Mai 2015 feierte diese am 30. Oktober 2015 ihre US-Premiere.
Die deutschsprachige Synchronisation der Serie wurde von der Synchronfirma SDI Media Germany mit Sitz in München unter der Dialogregie von Farina Brock und Michael Grimm durchgeführt. Als Autoren des Dialogbuchs fungierten Farina Brock, Marie-Luise Schramm sowie Kathrin Gaube und Sabine Bohlmann.

## Nominierungen und Auszeichnungen

### Nominierungen
- 2015: Daytime Emmy Award in der Kategorie „Outstanding Single Camera Photography“ für Eduardo Enrique Mayén als Director of Photography und Amazon Instant Video[3]
- 2016: Directors Guild of America Award in der Kategorie „Outstanding Directorial Achievement in Children’s Programs“ für Sasie Sealy für die Episode 2x05[4]
- 2016: Hollywood Makeup Artist and Hair Stylist Guild Award in der Kategorie „Best Makeup – Children and Teen Programming“ für Julie Murray und Carleigh Herbert[5]
- 2016: Hollywood Makeup Artist and Hair Stylist Guild Award in der Kategorie „Best Hair Styling – Children and Teen Programming“ für Josie Peng[5]
- 2016: Writers Guild of America Award in der Kategorie „Children’s Script Episodic and Specials“ für Garrett Frawley und Brian Turner für die Episode 1x11[6]
- 2016: Writers Guild of America Award in der Kategorie „Children’s Script Episodic and Specials“ für David Anaxagoras und Luke Matheny für die Episode 1x13[6]
- 2016: Writers Guild of America Award in der Kategorie „Children’s Script Episodic and Specials“ für Laurie Parres für die Episode 2x11[6]
- 2016: Writers Guild of America Award in der Kategorie „Children’s Script Episodic and Specials“ für Gretchen Enders und Aminta Goyel für die Episode 2x13[6]
- 2016: Humanitas-Preis für Garrett Frawley und Brian Turner für die Episode 1x11[7]
- 2016: Humanitas-Preis für Gretchen Enders für die Episode 1x06[7]

### Auszeichnungen
- 2015: Parents’ Choice Award in der Kategorie „Spring 2015 Television“ für die Amazon Studios (Silver Honor)[8]
- 2015: Young Artist Award in der Kategorie „Bester Hauptdarsteller in einer Fernsehserie (Comedy oder Drama)“ für Sloane Morgan Siegel und die Amazon Studios[9]
- 2016: Parents’ Choice Award in der Kategorie „Spring 2016 Television“ für die Amazon Studios (Gold Award)[10]